# Złoty Lampart
Złoty Lampart (wł. Pardo d’oro) – główna nagroda przyznawana przez jury Międzynarodowego Festiwalu Filmowego w Locarno dla najlepszego filmu w konkursie głównym.
Nagroda nosiła różne nazwy od początku istnienia imprezy. W czasie pierwszych dwóch edycji festiwalu nazywała się po prostu Najlepszy film, później przez kilka lat była Wielką Nagrodą, a następnie Złotym Żaglem. Nazwa Złoty Lampart funkcjonuje od 1968.

## Statystyki
Najwięcej filmów nagrodzonych Złotym Lampartem pochodziło jak dotychczas ze Stanów Zjednoczonych (11), Włoch (10) i Francji (9). Jedenastokrotnie reżyserami filmów wyróżnionych główną nagrodą były kobiety: Swietłana Proskurina, Clara Law, Claire Denis, Hélène Angel, Sabiha Sumar, Andrea Staka, Guo Xiaolu, Milagros Mumenthaler, Ralitza Petrova, Júlia Murat i Saulė Bliuvaitė.
Jak dotychczas dwóch reżyserów uhonorowano Złotym Lampartem dwukrotnie. Byli to:
- Francuz René Clair – nagrody za filmy A potem nie było już nikogo (1946) i Milczenie jest złotem (1947);
- Czech Jiří Trnka – za filmy Bajaja (1954) i Dobry wojak Szwejk (1955).

Polscy twórcy filmowi trzykrotnie sięgali w Locarno po Złotego Lamparta. Byli to: Andrzej Jerzy Piotrowski za film Znaki na drodze, Krzysztof Zanussi za Iluminację i Janusz Zaorski za Jezioro Bodeńskie.
Zestawienie państw, których filmy zdobywały Złotego Lamparta (od 1968) lub analogiczną najważniejszą nagrodę na festiwalu (do 1967), przedstawia się następująco (stan na październik 2024):
| Państwo           | Złoty Lampart |
| ----------------- | ------------- |
| Stany Zjednoczone | 11            |
| Włochy            | 10            |
| Francja           | 9             |
| Wielka Brytania   | 6             |
| Czechosłowacja    | 5             |
| Chiny             | 4             |
| Japonia           | 4             |
| Szwajcaria        | 4             |
| Iran              | 3             |
| Polska            | 3             |
| Węgry             | 3             |
| ZSRR              | 3             |
| Brazylia          | 2             |
| Korea Południowa  | 2             |
| Portugalia        | 2             |
| Argentyna         | 1             |
| Belgia            | 1             |
| Bułgaria          | 1             |
| Chile             | 1             |
| Filipiny          | 1             |
| Grecja            | 1             |
| Hiszpania         | 1             |
| Hongkong          | 1             |
| Indie             | 1             |
| Indonezja         | 1             |
| Jugosławia        | 1             |
| Kazachstan        | 1             |
| Litwa             | 1             |
| Mauretania        | 1             |
| Meksyk            | 1             |
| Niemcy            | 1             |
| NRD               | 1             |
| Pakistan          | 1             |
| RFN               | 1             |
| Singapur          | 1             |
| Turcja            | 1             |

## Laureaci Złotego Lamparta
Następujące filmy zdobyły główną nagrodę w konkursie głównym festiwalu:
| Rok  | Tytuł filmu | Reżyseria                                                                              | Kraj pochodzenia                                        |
| ---- | --- | -------------------------------------------------------------------------------------- | ------------------------------------------------------- |
| 1946 | A potem nie było już nikogo (And Then There Were None) | René Clair                                                                             | Stany Zjednoczone*                                      |
| 1947 | Milczenie jest złotem (Le silence est d’or) | René Clair                                                                             | Francja*                                                |
| 1948 | Niemcy – rok zerowy (Germania, anno zero) | Roberto Rossellini                                                                     | Włochy*                                                 |
| 1949 | Farma siedmiu grzechów (La ferme des sept péchés) | Jean Devaivre                                                                          | Francja                                                 |
| 1950 | When Willie Comes Marching Home | John Ford                                                                              | Stany Zjednoczone                                       |
| 1951 | Festiwal nie odbył się. | Festiwal nie odbył się.                                                                | Festiwal nie odbył się.                                 |
| 1952 | Ścigany (Hunted) | Charles Crichton                                                                       | Wielka Brytania*                                        |
| 1953 | Juliusz Cezar (Julius Caesar) Czarodziej Glinka (Композитор Глинка / Kompozitor Glinka) Szklany mur (The Glass Wall)                                                                    | David Bradley Grigorij Aleksandrow Maxwell Shane                                       | Stany Zjednoczone · ZSRR* · Stany Zjednoczone           |
| 1954 | Dzikie owoce (Les fruits sauvages) Bajaja Wrota piekieł (地獄門 / Jigokumon) Brunatna pajęczyna (Rotation) Pięcioraczki (Le mouton à cinq pattes)                                       | Hervé Bromberger Jiří Trnka Teinosuke Kinugasa Wolfgang Staudte Henri Verneuil         | Francja · Czechosłowacja* · Japonia* · NRD* · Francja   |
| 1955 | Czarna Carmen (Carmen Jones) Dobry wojak Szwejk (Dobrý voják Švejk) | Otto Preminger Jiří Trnka                                                              | Stany Zjednoczone · Czechosłowacja                      |
| 1956 | Festiwal nie odbył się. | Festiwal nie odbył się.                                                                | Festiwal nie odbył się.                                 |
| 1957 | Krzyk (Il grido) | Michelangelo Antonioni                                                                 | Włochy                                                  |
| 1958 | Człowiek, którego już nie ma (Ten North Frederick) | Philip Dunne                                                                           | Stany Zjednoczone                                       |
| 1959 | Pocałunek mordercy (Killer's Kiss) | Stanley Kubrick                                                                        | Stany Zjednoczone                                       |
| 1960 | Piękny Antonio (Il bell'Antonio) | Mauro Bolognini                                                                        | Włochy                                                  |
| 1961 | Ognie polne (野火 / Nobi) | Kon Ichikawa                                                                           | Japonia                                                 |
| 1962 | Un cœur gros comme ça | François Reichenbach                                                                   | Francja                                                 |
| 1963 | Transport z raju (Transport z ráje) | Zbyněk Brynych                                                                         | Czechosłowacja                                          |
| 1964 | Czarny Piotruś (Černý Petr) | Miloš Forman                                                                           | Czechosłowacja                                          |
| 1965 | Czwarta nad ranem (Four in the Morning) | Anthony Simmons                                                                        | Wielka Brytania                                         |
| 1966 | Odwaga na co dzień (Každý den odvahu) | Evald Schorm                                                                           | Czechosłowacja                                          |
| 1967 | Ziemia w transie (Terra em Transe) | Glauber Rocha                                                                          | Brazylia*                                               |
| 1968 | Wizjonerzy (I visionari) | Maurizio Ponzi                                                                         | Włochy                                                  |
| 1969 | Charles, martwy lub żywy (Charles mort ou vif) Trzeba przejść i przez ogień (В огне брода нет / W ognie broda niet) Trzy smutne tygrysy (Tres tristes tigres) Okularnicy (Szemüvegesek) | Alain Tanner Gleb Panfiłow Raúl Ruiz Sándor Simó                                       | Szwajcaria* · ZSRR · Chile* · Węgry*                    |
| 1970 | Koniec drogi (End of the Road) Lilika (Лилика) Przemijanie (無常 / Mujô) Słońce, o! (Soleil Ô)                                                                                          | Aram Avakian Branko Pleša Akio Jissôji Med Hondo                                       | Stany Zjednoczone · Jugosławia* · Japonia · Mauretania* |
| 1971 | Zmiana oblicza (Hanno cambiato faccia) In punto di morte Przyjaciele (Les amis) Private Road Znaki na drodze                                                                            | Corrado Farina Mario Garriba Gérard Blain Barney Platts-Mills Andrzej Jerzy Piotrowski | Włochy · Włochy · Francja · Wielka Brytania · Polska*   |
| 1972 | Ponure chwile (Bleak Moments) | Mike Leigh                                                                             | Wielka Brytania                                         |
| 1973 | Iluminacja | Krzysztof Zanussi                                                                      | Polska                                                  |
| 1974 | Ulica Strażacka 25 (Tüzoltó utca 25.) | István Szabó                                                                           | Węgry                                                   |
| 1975 | Syn Amira nie żyje (Le fils d'Amr est mort) | Jean-Jacques Andrien                                                                   | Belgia*                                                 |
| 1976 | Le grand soir | Francis Reusser                                                                        | Szwajcaria                                              |
| 1977 | Antonio Gramsci: Dni więzienia (Antonio Gramsci: i giorni del carcere) | Lino Del Fra                                                                           | Włochy                                                  |
| 1978 | Leniuchy z żyznej doliny (Οι Τεμπέληδες της εύφορης κοιλάδας / Oi tembelides tis eforis koiladas)                                                                                       | Nikos Panayotopoulos                                                                   | Grecja*                                                 |
| 1979 | Stado (Sürü) | Zeki Ökten                                                                             | Turcja*                                                 |
| 1980 | Maledetti vi amerò | Marco Tullio Giordana                                                                  | Włochy                                                  |
| 1981 | Chakra (चक्र) | Rabindra Dharmaraj                                                                     | Indie*                                                  |
| 1982 | Nagrody nie przyznano. | Nagrody nie przyznano.                                                                 | Nagrody nie przyznano.                                  |
| 1983 | Księżniczka (Adj király katonát!) | Pál Erdöss                                                                             | Węgry                                                   |
| 1984 | Inaczej niż w raju (Stranger Than Paradise) | Jim Jarmusch                                                                           | Stany Zjednoczone                                       |
| 1985 | Alpejski ogień (Höhenfeuer) | Fredi M. Murer                                                                         | Szwajcaria                                              |
| 1986 | Jezioro Bodeńskie | Janusz Zaorski                                                                         | Polska                                                  |
| 1987 | Błazen (O Bobo) | José Álvaro Morais                                                                     | Portugalia*                                             |
| 1988 | Dalekie głosy, spokojne życie (Distant Voices, Still Lives) Motyle (Schmetterlinge) | Terence Davies Wolfgang Becker                                                         | Wielka Brytania · RFN*                                  |
| 1989 | Dlaczego Bodhi-Dharma wyruszył na wschód? (달마가 동쪽으로 간 까닭은? / Dharmaga tongjoguro kan kkadalgun)                                                                              | Bae Yong-kyun                                                                          | Korea Południowa*                                       |
| 1990 | Przypadkowy walc (Случайный вальс / Słuczajnyj wals) | Swietłana Proskurina                                                                   | ZSRR                                                    |
| 1991 | Johnny Suede | Tom DiCillo                                                                            | Stany Zjednoczone                                       |
| 1992 | Jesienny księżyc (秋月 / Qiu yue) | Clara Law                                                                              | Hongkong*                                               |
| 1993 | Życie wymaga odwagi (Azghyin ushtykzyn'azaby) | Jermek Szynarbajew                                                                     | Kazachstan*                                             |
| 1994 | Słój (خمره / Khomreh) | Ebrahim Forouzesh                                                                      | Iran*                                                   |
| 1995 | Raï | Thomas Gilou                                                                           | Francja                                                 |
| 1996 | Nenette i Boni (Nénette et Boni) | Claire Denis                                                                           | Francja                                                 |
| 1997 | Lustro (آینه / Ayneh) | Dżafar Panahi                                                                          | Iran                                                    |
| 1998 | Pan Zhao (赵先生 / Zhao xiansheng) | Lü Yue                                                                                 | Chiny*                                                  |
| 1999 | Skóra człowieka, krew bestii (Peau d’homme, cœur de bête) | Hélène Angel                                                                           | Francja                                                 |
| 2000 | Ojciec (冤家父子 / Baba) | Wang Shuo                                                                              | Chiny                                                   |
| 2001 | Citroenem ku rewolucji (Alla rivoluzione sulla due cavalli) | Maurizio Sciarra                                                                       | Włochy                                                  |
| 2002 | Das Verlangen | Iain Dilthey                                                                           | Niemcy*                                                 |
| 2003 | Cicha woda (خاموش پانی‬ / Khamosh Pani: Silent Waters) | Sabiha Sumar                                                                           | Pakistan*                                               |
| 2004 | Private | Saverio Costanzo                                                                       | Włochy                                                  |
| 2005 | Dziewięć kobiet (Nine Lives) | Rodrigo García                                                                         | Stany Zjednoczone                                       |
| 2006 | Dziewczyna (Das Fräulein) | Andrea Staka                                                                           | Szwajcaria                                              |
| 2007 | Odrodzenie (愛の予感 / Ai no yokan) | Masahiro Kobayashi                                                                     | Japonia                                                 |
| 2008 | Parque vía | Enrique Rivero                                                                         | Meksyk*                                                 |
| 2009 | Chinka (She, a Chinese) | Guo Xiaolu                                                                             | Wielka Brytania                                         |
| 2010 | Ferie zimowe (寒假 / Han jia) | Hongqi Li                                                                              | Chiny                                                   |
| 2011 | Powrót do domu (Abrir puertas y ventanas) | Milagros Mumenthaler                                                                   | Argentyna*                                              |
| 2012 | Dziewczyna znikąd (La fille de nulle part) | Jean-Claude Brisseau                                                                   | Francja                                                 |
| 2013 | Historia mojej śmierci (Història de la meva mort) | Albert Serra                                                                           | Hiszpania*                                              |
| 2014 | Z tego, co było, po tym, co było (Mula sa kung ano ang noon) | Lav Diaz                                                                               | Filipiny*                                               |
| 2015 | Teraz dobrze, wtedy źle (지금은맞고그때는틀리다 / Jigeumeun matgo geuttaeneun teullida)                                                                                                 | Hong Sang-soo                                                                          | Korea Południowa                                        |
| 2016 | Bez Boga (Безбог / Bezbog) | Ralitza Petrova                                                                        | Bułgaria*                                               |
| 2017 | Pani Fang (方绣英 / Mrs. Fang) | Wang Bing                                                                              | Chiny                                                   |
| 2018 | Wyśniona kraina (A Land Imagined) | Yeo Siew Hua                                                                           | Singapur*                                               |
| 2019 | Vitalina Varela | Pedro Costa                                                                            | Portugalia                                              |
| 2020 | Festiwal nie odbył się. | Festiwal nie odbył się.                                                                | Festiwal nie odbył się.                                 |
| 2021 | Pieniądze dla was, mi wystarczy zemsta (Seperti Dendam, Rindu Harus Dibayar Tuntas) | Edwin                                                                                  | Indonezja*                                              |
| 2022 | Reguła 34 (Regra 34) | Júlia Murat                                                                            | Brazylia                                                |
| 2023 | Strefa krytyczna (منطقه بحرانی / Mantagheye bohrani) | Ali Ahmadzadeh                                                                         | Iran                                                    |
| 2024 | Toxic (Akiplėša) | Saulė Bliuvaitė                                                                        | Litwa*                                                  |

*Pierwsza wygrana dla danej kinematografii.